# Ukraińska Narodowa Akademia Muzyczna
Ukraińska Narodowa Akademia Muzyczna (ukr. Національна музична академія України, daw. Kijowskie Konserwatorium Państwowe) – uczelnia muzyczna w Kijowie, założona w 1913 jako konserwatorium muzyczne w ramach Rosyjskiego Stowarzyszenia Muzycznego na terenie kampusu uniwersyteckiego. Pierwszym dyrektorem został Władimir Puchalski (w 1913), następnie Reinhold Glière (lata 1914–1920), Felix Blumenfeld (1918–1922), Konstantin Michajłow (1922–1934) i Abram Lufer (1934–1941 i 1944–1948).

## Historia
W 1925 niższe roczniki studentów zostały oddzielone od Konserwatorium i utworzono średnią szkołę muzycznę. Wyższe klasy zostały połączone z Instytutem Muzyki i Dramatu. Dyrektorem został Wiktor Kosenko. W 1938 konserwatorium zostało odznaczone Orderem Lenina. W 1940 uczelnia przyjęła imię Piotra Czajkowskiego. W 1995 uczelnia podniosła swój status do rangi instytucji narodowej o nazwie Ukraińska Narodowa Akademia Muzyczna im. P. Czajkowskiego.
Uczelnia zajmuje budynek dawnego hotelu „Continental” zbudowanego w 1890. Budynek ten został zniszczony podczas II wojny światowej, przebudowano go w 1955 dodając salę koncertową.
Absolwentami uczelni są kompozytorzy: Borys Latoszynski, Łew Rewucki, Iwan Karabyć, Wałentyn Silwestrow, Siergiej Protopopow, pianiści Vladimir Horowitz, Alexander Brailowsky, Alexander Uninsky oraz dyrygenci Igor Błażkow, Kurt Adler.

## Struktura i organizacja
Obecnie Akademia kształci 1000 studentów na 4 wydziałach i 27 instytutach w specjalnościach: fortepian, organy, instrumenty smyczkowe, dęte i perkusyjne, instrumenty ludowe, muzykologia, kompozycja, dyrygentura chóralna, orkiestrowa, śpiew, pedagogika muzyczna i edukacja, sztuka teatralna.
Wśród kadry pedagogów muzycznych jest 2 profesorów, 29 doktorów nauk, 131 docentów, 93 kandydatów nauk, 69 Artystów Narodowych oraz 31 Honorowych Pracowników Sztuki Ukrainy.